# العلاقات الوسط إفريقية اللوكسمبورغية
العلاقات الوسط أفريقية اللوكسمبورغية هي العلاقات الثنائية التي تجمع بين جمهورية أفريقيا الوسطى ولوكسمبورغ.

## مقارنة بين البلدين
هذه مقارنة عامة ومرجعية للدولتين:
| وجه المقارنة                                              | جمهورية أفريقيا الوسطى      | لوكسمبورغ                                                     |
| --------------------------------------------------------- | --------------------------- | ------------------------------------------------------------- |
| المساحة (كم2)                                             | 622.98 ألف                  | 2.59 ألف                                                      |
| عدد السكان (نسمة)                                         | 4.66 مليون                  | 599.45 ألف                                                    |
| الكثافة السكانية (ن./كم²)                                 | 7.48                        | 231.45                                                        |
| العاصمة                                                   | بانغي                       | لوكسمبورغ                                                     |
| اللغة الرسمية                                             | لغة فرنسية، اللغة السانغوية | اللغة اللوكسمبورغية، لغة فرنسية، اللغة الألمانية              |
| العملة                                                    | فرنك وسط أفريقي             | يورو، فرنك لوكسمبورغ                                          |
| الناتج المحلي الإجمالي (بليون دولار)                      | 1.95 مليار                  | 62.40 مليار                                                   |
| الناتج المحلي الإجمالي (تعادل القوة الشرائية) بليون دولار | 3.03 مليار                  | 58.13 مليار                                                   |
| الناتج المحلي الإجمالي الاسمي للفرد دولار أمريكي          | 323                         | 101.45 ألف                                                    |
| الناتج المحلي الإجمالي للفرد دولار أمريكي                 | 594                         | 101.93 ألف                                                    |
| مؤشر التنمية البشرية                                      | 0.350                       | 0.892                                                         |
| رمز المكالمات الدولي                                      | +236                        | +352                                                          |
| رمز الإنترنت                                              | .cf                         | .lu                                                           |
| المنطقة الزمنية                                           | ت ع م+01:00                 | توقيت وسط أوروبا، ت ع م+01:00، ت ع م+02:00، أوروبا/لوكسمبورج ‏ |

## منظمات دولية مشتركة
يشترك البلدان في عضوية مجموعة من المنظمات الدولية، منها:
| علم المنظمة | اسم المنظمة                               | تاريخ انضمام جمهورية أفريقيا الوسطى | تاريخ انضمام لوكسمبورغ |
| ----------- | ----------------------------------------- | ----------------------------------- | ---------------------- |
|             | مؤسسة التنمية الدولية                     | 27 أغسطس 1963                       | 4 يونيو 1964           |
|             | يونسكو                                    | 11 نوفمبر 1960                      | 27 أكتوبر 1947         |
|             | وكالة ضمان الاستثمار متعدد الأطراف        | 8 سبتمبر 2000                       | 29 أغسطس 1991          |
|             | الأمم المتحدة                             | 20 سبتمبر 1960                      | 24 أكتوبر 1945         |
|             | الفريق المعني برصد الأرض                  | ?                                   | ?                      |
|             | الاتحاد البريدي العالمي                   | ?                                   | ?                      |
|             | البنك الدولي للإنشاء والتعمير             | 10 يوليو 1963                       | 27 ديسمبر 1945         |
|             | الاتحاد الدولي للاتصالات                  | 2 ديسمبر 1960                       | 2 مارس 1866            |
|             | منظمة حظر الأسلحة الكيميائية              | ?                                   | ?                      |
|             | مؤسسة التمويل الدولية                     | 1 أبريل 1991                        | 4 أكتوبر 1956          |
|             | المركز الدولي لتسوية المنازعات الاستشارية | 14 أكتوبر 1966                      | 29 أغسطس 1970          |
|             | منظمة التجارة العالمية                    | ?                                   | ?                      |
|             | منظمة الشرطة الجنائية الدولية             | ?                                   | ?                      |
|             | البنك الإفريقي للتنمية                    | ?                                   | ?                      |

## وصلات خارجية
- موقع وزارة الخارجية اللوكسمبورغية